# Variable refresh rate
Il variable refresh rate (in italiano: frequenza di aggiornamento variabile) in sigla VRR è il termine generico per indicare il tasso di aggiornamento dinamico di uno schermo che può variare continuamente e senza soluzione di continuità, su display che supporta tecnologie di frequenza di aggiornamento variabili.
Un display che supporta una frequenza di aggiornamento variabile di solito supporta un "intervallo" specifico di frequenze di aggiornamento (ad esempio da 30 Hertz a 144 Hertz). Questo è chiamato intervallo di frequenza di aggiornamento variabile  (gamma VRR). La frequenza di aggiornamento può variare continuamente senza soluzione di continuità all'interno di questo intervallo, anche come frazione.

## Utilità
Il refresh rate variabile è molto utile per ridurre o eliminare lo stuttering. Tenere la frequenza di aggiornamento sincronizzata alla frequenza dei fotogrammi variabile di un videogioco rende il movimento a schermo più fluido.
Può essere usato anche per risparmiare batteria su un portatile o su un dispositivo mobile, abbassando temporaneamente la frequenza di aggiornamento.
Inoltre, una frequenza di aggiornamento variabile permette a uno schermo di mostrare la corretta frequenza dei fotogrammi di un video o film.

## Implementazioni
- AMD FreeSync
- Nvidia G-Sync
- VESA
- HDMI 2.1 VRR
- Apple ProMotion